# Грбови рејона Крима
Грбови рејона Крима обухвата галерију грбова спорне територије Крим под административном управом Русије као њене федералне републике, са статусом градских округа и рејона, те њихове историјске грбове (уколико их има).
Већина грбова настала је за вријеме постојања Аутономне Републике Крим 1991—2014. године, под контролом Украјине.

## Грбови рејона Републике Крим
- Грб округа 
 Симферопољ
- Грб округа 
 Керч
- Грб округа 
 Јевпаторија
- Грб округа 
 Јалта
- 1 — Грб рејона 
 Бахчисарајски
- 2 — Грб рејона 
 Белогорски
- 3 — Грб рејона 
 Џанкојски
- 4 — Грб рејона 
 Кировски
- 5 — Грб рејона 
 Красногвардејски
- 6 — Грб рејона 
 Красноперјекопски
- 7 — Грб рејона 
 Лењински
- 8 — Грб рејона 
 Нижњегорски
- 9 — Грб рејона 
 Првомајски
- 10 — Грб рејона 
 Раздољњенски
- 11 — Грб рејона 
 Сашки
- 12 — Грб рејона 
 Симферопољски
- 13 — Грб рејона 
 Совјетски
- 14 — Грб рејона 
 Черноморски

## Грбови рејона Аутономне Републике Крим
- 1 — Грб рејона 
 Бахчисарајски
- 2 — Грб рејона 
 Белогорски
- 3 — Грб рејона 
 Џанкојски
- 4 — Грб рејона 
 Кировски
- 5 — Грб рејона 
 Красногвардејски
- 6 — Грб рејона 
 Красноперјекопски
- 7 — Грб рејона 
 Лењински
- 8 — Грб рејона 
 Нижњегорски
- 9 — Грб рејона 
 Првомајски
- 10 — Грб рејона 
 Раздољњенски
- 11 — Грб рејона 
 Сашки
- 12 — Грб рејона 
 Симферопољски
- 13 — Грб рејона 
 Совјетски
- 14 — Грб рејона 
 Черноморски